# Manifiesto Karaján

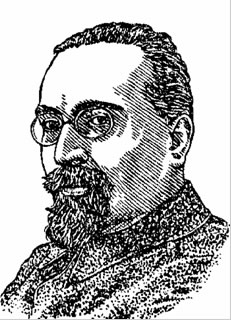
El diplomático soviético Lev Karaján publicó un manifiesto en 1919 sobre las relaciones con China.

El Manifiesto Karaján fue una declaración de la política soviética hacia China fechada el 25 de julio de 1919. Fue emitido por Lev Karaján, comisionado adjunto de asuntos exteriores para la Rusia soviética. El manifiesto ofreció renunciar a varios derechos que Rusia había obtenido por tratados en China, incluyendo la extraterritorialidad, las concesiones económicas y la parte rusa de la indemnización de Bóxer. Este y otros tratados similares habían sido denunciados por los nacionalistas chinos como «desiguales». El manifiesto creó una impresión favorable de Rusia y del marxismo entre los chinos. A menudo se contrastaba con el Tratado de Versalles (1919), que concedía Shandong a Japón.
El manifiesto fue impulsado por el avance bolchevique en Siberia, que creó la necesidad de establecer una relación con China. Los bolcheviques veían a los chinos como uno de los «pueblos oprimidos de Oriente» y por lo tanto un aliado potencial contra las potencias «imperialistas».
El manifiesto está dirigido «al pueblo chino y los gobiernos de China del Norte y del Sur». Debido a que Rusia y China estaban en un estado de guerra civil en este momento, los intercambios diplomáticos a menudo se retrasaron. Aunque el documento fue publicado en Moscú en agosto de 1919, no fue presentado formalmente a los diplomáticos chinos hasta febrero de 1920. La versión presentada en este momento incluye el pasaje, «el Gobierno soviético devuelve al pueblo chino, sin ninguna compensación, el Ferrocarril Transmanchuriano».
Seis meses más tarde, Karaján entregó personalmente a los chinos una segunda versión del manifiesto, uno que no incluyó esta notable oferta. De hecho, las autoridades soviéticas negaron haberlo hecho jamás. La oferta ferroviaria había sido incluida por «error», explicaron. Los soviéticos pudieron haber esperado que la oferta del ferrocarril generara una respuesta entusiástica en Pekín, llevando a una alianza sino-soviética contra Japón. Los señores de la guerra de Pekín, estrechamente ligados a Japón, respondieron con vacilación. Cuando la esperada alianza resultó imposible, los rusos retiraron su oferta. En cualquier caso, los intereses y los derechos rusos tradicionales en China, incluido el control del Ferrocarril Transmanchuriano, se reafirmaron en una serie de acuerdos secretos hechos entre 1924 y 1925.
El manifiesto llegó en un momento crucial en el desarrollo del comunismo chino. Alentó el interés en el marxismo y por lo tanto jugó un papel en la fundación del Partido Comunista de China en 1921.